# Dichaetomyia manca
Dichaetomyia manca är en tvåvingeart som beskrevs av Fritz Isidore van Emden 1965. Dichaetomyia manca ingår i släktet Dichaetomyia och familjen husflugor.
Artens utbredningsområde är Sri Lanka. Inga underarter finns listade i Catalogue of Life.